# Mendonça
Mendonça is een gemeente in de Braziliaanse deelstaat São Paulo. De gemeente telt 4.217 inwoners (schatting 2009).